# Hicham Boudaoui
Hicham Boudaoui (ur. 23 września 1999 w Baszszarze) – algierski piłkarz występujący na pozycji pomocnika we francuskim klubie OGC Nice oraz w reprezentacji Algierii. Wychowanek Paradou AC.